# Robert Leslie Usinger
Robert Leslie Usinger (ur. 24 października 1912 w Fort Bragg, zm. 1 października 1968 w Berkeley) – amerykański entomolog, specjalizujący się w heteropterologii.

## Życiorys
Urodził się w 1912 roku w kalifornijskim Fort Bragg. Dorastał w Oakland. Entomologią zaczął interesować się w czasie przynależności do skautów. Od 12 roku życia uczęszczał do spotkania uniwersyteckie, gdzie doradzali mu zawodowi entomolodzy. Pierwszą publikację naukową, Two new species of Vanduzeeina from California napisał w wieku licealnym. Studiował na Uniwersytecie Kalifornijskim w Berkeley. W czasie studiów brał udział w licznych wyprawach entomologicznych. Bakałarzem został w 1935 roku. W tym samym roku praktykował w Bishop Museum na Hawajach, skąd urządzał również wyprawy na Guam, Filipiny, do Japonii i Chin. W 1939 roku doktoryzował się w Berkeley, mając już w swoim dorobku 43 publikacje. W czasie II wojny światowej służył na Pacyfiku w Korpusie Sanitarnym US Public Health Service. Zajmował się w tym czasie zwalczaniem malarii i otrzymał rangę majora. Wykładał entomologię na Uniwersytecie Kalifornijskim w Davis oraz Uniwersytecie Kalifornijskim w Berkeley. Badania terenowe prowadził w Europie, Azji, Afryce i obu Amerykach.
Miał młodszego brata, Russella. Jego żoną była Martha. Miał dwójkę dzieci, oraz Robertę Christine oraz Richarda.

## Dorobek naukowy
Usinger jest autorem ponad 250 publikacji, w tym m.in. 144 oryginalnych artykułów naukowych, 9 książek i 21 recenzji. Specjalizował się w systematyce, biologii ewolucyjnej i ekologii pluskwiaków różnoskrzydłych. Opisał 10 nowych dla nauki podrodzin, 5 nowych plemion, 94 nowe rodzaje, 9 nowych podrodzajów, 398 nowych gatunków, 18 nowych podgatunków i 4 nowe odmiany. Pisywał ponadto o entomologii stosowanej i medycznej oraz metodach pracy laboratoryjnej i nauczania. Jako jego najważniejsze dzieła, które przeszły do klasyki lietratury entomologicznej wymienia się Methods and Priciples of Systematic Zoology z 1953 roku, Aquatic Insects of California z 1956 roku, Monograph of Cimicidae z 1966 roku oraz Classification of the Aradidae z 1959 roku.
Organizował i nadzorował projekty badawcze na całym globie, w tym Galapagos International Scientific Project. Należał do komitetów redakcyjnych różnych czasopism naukowych. Uczestniczył w posiedzeniach Międzynarodowej Komisji Nomenklatury Zoologicznej. Został wybrany członkiem Linnaean Society of London.
Odznaczony został w 1956 roku złotym medalem przez króla Danii, Fryderyka IX. W 1964 roku otrzymał odznaczenie od rządu Ekwadoru.
W 1972 roku ukazała się pośmiertnie jego 450-stronnicowa autobiografia. Napisał ją pod namową Earle’a Gortona Linsleya. Pozycję tę zredagowali Linsley i Judson Linsley Gressitt, zaś Peter D. Ashlock skompilował do niej listę publikacji Usingera oraz nazwanych na jego cześć taksonów.
Zbiory Usingera zdeponowane zostały w Muzeum Entomologii im. Essiga na Uniwersytecie Kalifornijskim w Berkeley, a następnie przekazane zostały do California Academy of Sciences.

## Upamiętnienie
Na cześć Usingera do 1972 roku nazwano 7 rodzajów, 1 podrodzaj, 65 gatunków i 1 podgatunek. Nazwy te zostały nadane przez 47 entomologów i obejmują owady z 10 różnych rzędów oraz 1 takson grzybów.